# J. Cole
Jermaine Lamarr Cole (n. 28 ianuarie 1985, Frankfurt am Main, RFG), cunoscut și sub numele de scenă Therapist sau Kill Edward, este un rapper, cântăreț și producător germano-american. Mixtape-ul său de debut a fost The Come Up, lansat în anul 2007.